# Морський орган

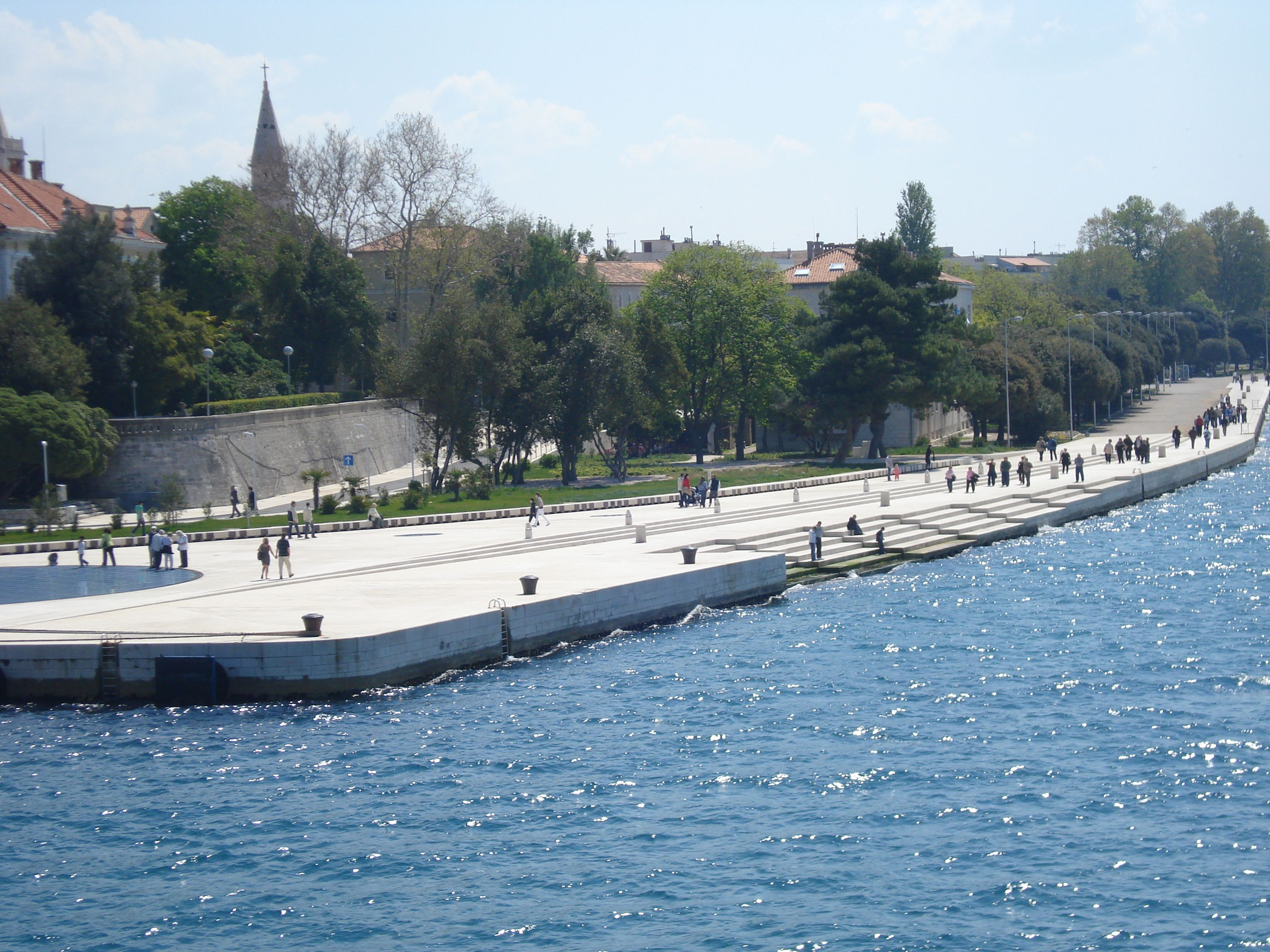
Морський Орган.

«Морський орган» (хорв. morske orgulje) — архітектурна споруда, створена архітектором Ніколою Башичем в 2005 році. Знаходиться у місті Задар (Хорватія). Є системою з 35 мензурованих на зразок органу труб, розташованих під східцями міської набережної, з отворами для виведення звуку на тротуарі. Рух морської води виштовхує повітря через труби, викликаючи дивовижні поєднання звуків різної сили і протяжності. «Музичним інструментом» цю споруду можна називати умовно, оскільки вона виключає участь людини (музиканта-виконавця).